# لولوبة أسطوانية
لولوبة أسطوانية (الاسم العلمي:Spiranthes cylindrica) هي نوع غير مؤكد من النباتات يتبع جنس اللولوبة من الفصيلة السحلبية.